# Zemmoura
Zemmoura là một đô thị thuộc tỉnh Relizane, Algérie. Dân số thời điểm năm 2002 là 25.272 người.